# Mordokhai Rahamim
Mordokhai Rahamim (Iraq, 1 d'abril de 1946) és un ex-militar i ex-vigilant de seguretat de vol israelià, que assassinà l'activista del Front Popular per a l'Alliberament de Palestina Abdel Mohsen Hassan, durant l'atac al vol El Al 432 que la guerrilla perpetrà el 18 de febrer de 1969 a l'aeroport de Zuric. En un judici espectacular davant de jurat a Winterthur fou absolt.
Rahamim fou entrenat per a ser sergent paracaigudista de les Forces de Defensa d'Israel. Durant el procés judicial fou defensat per l'advocat Georges Brunschvig. Després de quatre setmanes de presó preventiva, Rahamim fou alliberat sota condició de garantia de declaració de l'estat d'Israel, la paraula d'honor de l'acusat perquè es tornés a posar a disposició de les autoritats suïsses en qualsevol moment, i el pagament d'una fiança de 100,000 francs suïssos (uns 93,000 marcs alemanys d'aleshores). Després del seu retorn, Rahamim fou rebut a Jerusalem com un heroi i la Primera ministra Golda Meïr va nomenar-lo el seu vigilant de seguretat personal. El cas fou descrit als països àrabs com un escàndol i tensà les relacions diplomàtiques amb Suïssa.